# Fort William (Ontario)
Fort William era una ciudad en el norte de Ontario. Estaba sobre el río Kaministiquia, a la entrada del Lago Superior. Se fusionó con Port Arthur y los municipios de Neebing y McIntyre para formar la ciudad de Thunder Bay en enero de 1970. Desde entonces ha sido la ciudad más grande del noroeste de Ontario.